# Evanyelía Psarra
Evanyelía Psarra (en griego: Ευαγγελία Ψάρρα; Salónica, 17 de junio de 1974) es una deportista griega que compitió en tiro con arco, en la modalidad de arco recurvo.
Ganó una medalla de bronce en el Campeonato Mundial de Tiro con Arco en Sala de 2003, en la prueba individual. Participó en seis Juegos Olímpicos de Verano, entre los años 2000 y 2020, ocupando el quinto lugar en Atenas 2004, en la prueba de equipo.

## Palmarés internacional
| Campeonato Mundial en Sala | Campeonato Mundial en Sala | Campeonato Mundial en Sala | Campeonato Mundial en Sala |
| Año                        | Lugar                      | Medalla                    | Prueba                     |
| -------------------------- | -------------------------- | -------------------------- | -------------------------- |
| 2003                       | Nimes (Francia)            | Medalla de bronce          | Individual                 |